# バランスオブゲーム
バランスオブゲーム（欧字名:Balance of Game、1999年4月22日 - ）は、日本の競走馬、種牡馬。主な勝ち鞍に2001年の新潟2歳ステークス、2002年の弥生賞、セントライト記念、2003年の毎日王冠、2005年の中山記念、2006年の中山記念、オールカマー。主戦騎手は田中勝春。
中央競馬におけるGII競走6勝は、歴代最多記録となっている。

## 経歴
1999年のセレクトセールで、競馬ゲーム『ダービースタリオン』の開発者である薗部博之によって、競り合いの末870万円で落札された。競った相手とみられる人物は岡田繁幸で、薗部に売却交渉を持ちかけてきたという。
2001年8月12日、新潟競馬の新馬戦でデビュー。1番人気に応えて勝利する。続く新潟2歳ステークスをレコードタイムを記録して優勝。2戦目にして重賞初勝利となった。レース後、骨膜炎を発症していたことから休養が与えられた。
休養後は12月のGI朝日杯フューチュリティステークスに出走し（結果は4着）、レース後再び休養を経て翌2002年3月、皐月賞トライアルの弥生賞に出走。同レースを逃げ切って優勝した。その後、GIの皐月賞と東京優駿ではそれぞれ8着、7着に敗れた。東京優駿の後は夏期休養が与えられ、復帰戦となった菊花賞トライアルのセントライト記念を優勝。続く菊花賞は5着に敗れ、この年の競走を終えた。
2003年の初戦はアメリカジョッキークラブカップの予定であったがレースの数日前に顔面を負傷したため陣営は出走を回避し、中山記念に出走。このレースで2着になったのを皮切りに日経賞2着、金鯱賞4着と堅実な成績を収めた。宝塚記念で11着に敗れて前半シーズンを終え、後半シーズンは毎日王冠から始動しレコードタイムで優勝した。この頃から陣営はバランスオブゲームに1800mを超えるレースでは詰めが甘くなるという傾向を感じ取っており、次のレースには天皇賞（秋）ではなくマイルチャンピオンシップが選ばれた（結果は4着）。
2004年の初戦には大阪杯が選ばれ、4着になった。レース振りから前半シーズンの目標には1600mの安田記念が選ばれ、3着に好走。8月には札幌記念に出走し2着になった。その後天皇賞（秋）、マイルチャンピオンシップでは9着、8着に敗れ、この年は勝利を挙げることができないまま競走を終えた。
2005年は初戦の中山記念で久々の勝利を飾る。この年は他のレースでも好走はしたものの勝利を挙げることができなかった。2006年はフェブラリーステークスを目標に初めてのダート戦となる根岸ステークスに出走したが11着に敗れ、計画は撤回された。次のレースには中山記念が選ばれ、逃げ切って優勝。グレード制導入以後初の中山記念連覇を達成した。続く安田記念では17着に敗れたが、宝塚記念では得意の渋った馬場で逃げて3着に粘った。夏期休養を挟み、秋初戦はオールカマーに出走。好位から抜け出して、日本記録となるGII6勝目を挙げた。次走には15回目のGI挑戦となる天皇賞（秋）が選ばれたが、レース直前の調教後に左前浅屈腱不全断裂を発症。競走能力を喪失し、競走馬を引退した。

### 引退後
引退後は種牡馬となり、アロースタッドで繋養される。2012年に種牡馬を引退、苫小牧市のノーザンホースパークで乗馬となる。2017年12月に乗馬クラブクレイン竜ヶ崎に移動し、2025年2月時点でも現役の乗馬である。担当者によると「普段はおとなしい。乗馬を始めたばかりのお客さんでも触って問題ないぐらい、おっとり。」という。

#### 主な産駒
- マウンテンダイヤ[9]（2015年黒潮スプリンターズカップ、二十四万石賞、珊瑚冠賞、2016年御厨人窟賞）

## 競走成績
| 競走日     | 競馬場 | 競走名           | 格   | 距離（馬場）  | 頭 数 | 枠 番 | 馬 番 | オッズ （人気） | 着順 | タイム （上り3F） | 着差 | 騎手      | 斤量 [kg] | 1着馬（2着馬）          | 馬体重 [kg] |
| ---------- | ------ | ---------------- | ---- | ------------- | ----- | ----- | ----- | --------------- | ---- | ----------------- | ---- | --------- | --------- | ----------------------- | ----------- |
| 2001.08.12 | 新潟   | 2歳新馬          |      | 芝1000m（良） | 13    | 1     | 1     | 002.50（1人）   | 01着 | R0:56.3（32.9）   | -0.1 | 0田中勝春 | 53        | （ソルジェンテ）        | 456         |
| 0000.09.02 | 新潟   | 新潟2歳S         | GIII | 芝1400m（良） | 10    | 3     | 3     | 019.70（5人）   | 01着 | R1:21.7（35.4）   | -0.3 | 0木幡初広 | 54        | （スターエルドラード）  | 454         |
| 0000.12.09 | 中山   | 朝日杯FS         | GI   | 芝1600m（良） | 16    | 7     | 14    | 010.40（4人）   | 04着 | R1:34.1（35.4）   | -0.3 | 0木幡初広 | 55        | アドマイヤドン          | 468         |
| 2002.03.03 | 中山   | 弥生賞           | GII  | 芝2000m（良） | 11    | 4     | 4     | 013.40（4人）   | 01着 | R2:02.0（34.6）   | -0.1 | 0田中勝春 | 56        | （ローマンエンパイア ） | 464         |
| 0000.04.14 | 中山   | 皐月賞           | GI   | 芝2000m（良） | 18    | 1     | 1     | 015.20（7人）   | 08着 | R1:59.3（36.3）   | -0.8 | 0田中勝春 | 57        | ノーリーズン            | 460         |
| 0000.05.26 | 東京   | 東京優駿         | GI   | 芝2400m（良） | 18    | 7     | 15    | 030.1（10人）   | 07着 | R2:26.9（36.2）   | -0.7 | 0田中勝春 | 57        | タニノギムレット        | 458         |
| 0000.09.15 | 新潟   | セントライト記念 | GII  | 芝2200m（良） | 17    | 6     | 12    | 003.90（2人）   | 01着 | R2:12.9（34.6）   | -0.2 | 0田中勝春 | 56        | （アドマイヤマックス ） | 458         |
| 0000.10.20 | 京都   | 菊花賞           | GI   | 芝3000m（良） | 18    | 8     | 16    | 014.10（6人）   | 05着 | R3:06.5（35.7）   | -0.6 | 0田中勝春 | 57        | ヒシミラクル            | 454         |
| 2003.03.02 | 中山   | 中山記念         | GII  | 芝1800m（重） | 12    | 7     | 9     | 008.00（4人）   | 02着 | R1:47.9（36.0）   | -0.3 | 0田中勝春 | 57        | ローエングリン          | 478         |
| 0000.03.29 | 中山   | 日経賞           | GII  | 芝2500m（良） | 10    | 4     | 4     | 002.00（1人）   | 02着 | R2:31.5（36.1）   | -0.2 | 0木幡初広 | 57        | イングランディーレ      | 476         |
| 0000.05.31 | 中京   | 金鯱賞           | GII  | 芝2000m（稍） | 14    | 6     | 10    | 004.30（2人）   | 04着 | R1:59.2（35.5）   | -0.3 | 0田中勝春 | 58        | タップダンスシチー      | 472         |
| 0000.06.29 | 阪神   | 宝塚記念         | GI   | 芝2200m（良） | 17    | 6     | 12    | 067.3（11人）   | 11着 | R2:13.5（38.2）   | -1.5 | 0武幸四郎 | 58        | ヒシミラクル            | 460         |
| 0000.10.12 | 東京   | 毎日王冠         | GII  | 芝1800m（稍） | 11    | 6     | 7     | 015.70（5人）   | 01着 | R1:45.7（34.6）   | -0.4 | 0田中勝春 | 58        | （トーホウシデン ）     | 468         |
| 0000.11.23 | 京都   | マイルCS         | GI   | 芝1600m（良） | 18    | 5     | 10    | 006.90（4人）   | 04着 | R1:33.6（34.6）   | -0.3 | 0田中勝春 | 57        | デュランダル            | 472         |
| 2004.04.04 | 阪神   | 産経大阪杯       | GII  | 芝2000m（稍） | 11    | 8     | 11    | 005.90（2人）   | 04着 | R1:59.9（35.6）   | -0.3 | 0田中勝春 | 58        | ネオユニヴァース        | 478         |
| 0000.06.06 | 東京   | 安田記念         | GI   | 芝1600m（稍） | 18    | 8     | 16    | 009.00（5人）   | 03着 | R1:32.8（34.9）   | -0.2 | 0田中勝春 | 58        | ツルマルボーイ          | 472         |
| 0000.08.22 | 札幌   | 札幌記念         | GII  | 芝2000m（良） | 11    | 3     | 3     | 003.30（2人）   | 02着 | R2:00.5（36.0）   | -0.1 | 0田中勝春 | 57        | ファインモーション      | 478         |
| 0000.10.31 | 東京   | 天皇賞（秋）     | GI   | 芝2000m（稍） | 17    | 8     | 15    | 013.90（8人）   | 09着 | R2:00.5（36.0）   | -1.6 | 0田中勝春 | 58        | ゼンノロブロイ          | 470         |
| 0000.11.21 | 京都   | マイルCS         | GI   | 芝1600m（良） | 16    | 5     | 9     | 032.40（8人）   | 08着 | R1:34.0（35.2）   | -1.0 | 0田中勝春 | 57        | デュランダル            | 470         |
| 2005.02.27 | 中山   | 中山記念         | GII  | 芝1800m（良） | 14    | 7     | 11    | 007.60（4人）   | 01着 | R1:46.5（34.8）   | -0.1 | 0田中勝春 | 58        | （カンパニー ）         | 478         |
| 0000.06.05 | 東京   | 安田記念         | GI   | 芝1600m（良） | 18    | 4     | 8     | 019.2（12人）   | 07着 | R1:32.8（34.9）   | -0.5 | 0田中勝春 | 58        | アサクサデンエン        | 470         |
| 0000.10.09 | 東京   | 毎日王冠         | GII  | 芝1800m（稍） | 17    | 3     | 6     | 009.20（5人）   | 04着 | R1:47.0（33.7）   | -0.5 | 0田中勝春 | 58        | サンライズペガサス      | 470         |
| 0000.10.30 | 東京   | 天皇賞（秋）     | GI   | 芝2000m（良） | 18    | 8     | 18    | 082.9（16人）   | 11着 | R2:00.7（33.8）   | -0.6 | 0田中勝春 | 58        | ヘヴンリーロマンス      | 470         |
| 0000.11.20 | 京都   | マイルCS         | GI   | 芝1600m（良） | 17    | 5     | 9     | 114.7（13人）   | 05着 | R1:32.4（35.0）   | -0.3 | 0木幡初広 | 57        | ハットトリック          | 476         |
| 2006.01.29 | 東京   | 根岸S            | GIII | ダ1400m（良） | 16    | 6     | 11    | 018.50（8人）   | 11着 | R1:24.6（37.3）   | -0.9 | 0木幡初広 | 58        | リミットレスビッド      | 488         |
| 0000.02.27 | 中山   | 中山記念         | GII  | 芝1800m（重） | 12    | 5     | 6     | 015.40（6人）   | 01着 | R1:48.9（35.6）   | -0.8 | 0田中勝春 | 59        | （ダイワメジャー ）     | 484         |
| 0000.06.04 | 東京   | 安田記念         | GI   | 芝1600m（良） | 18    | 6     | 12    | 022.90（9人）   | 17着 | R1:35.4（37.1）   | -2.8 | 0田中勝春 | 58        | ブリッシュラック        | 474         |
| 0000.06.25 | 京都   | 宝塚記念         | GI   | 芝2200m（稍） | 13    | 8     | 13    | 066.80（9人）   | 03着 | R2:13.8（36.6）   | -0.8 | 0田中勝春 | 58        | ディープインパクト      | 468         |
| 0000.09.24 | 中山   | オールカマー     | GII  | 芝2200m（良） | 15    | 3     | 5     | 005.50（4人）   | 01着 | R2:12.1（35.6）   | -0.0 | 0田中勝春 | 58        | （コスモバルク ）       | 474         |

- タイム欄のRはレコード勝ちを示す。

## エピソード
2004年放送のフジテレビ721・『ゲームセンター「CX」』に薗部が出演した際、「（この馬はGIでは足りないので）最多GII獲得馬になってほしい」と夢を語っており、その夢が実現された。
GI勝利こそ無いが、GIで掲示板に乗った回数は6回あった（最高着順は2004年安田記念と2006年宝塚記念の3着）。このようにGIIでの勝利および好走が多く、GIでは今ひとつの成績であることから、「GII番長」と揶揄する競馬ファンもいる。田中勝春も2007年皐月賞までJRAのGIは100戦以上連敗していたため、境遇が似ていた。G2大将やGIIの鬼とも呼ばれた。

## 血統表
| バランスオブゲームの血統          | バランスオブゲームの血統                     | バランスオブゲームの血統    | （血統表の出典）            | （血統表の出典）  |
| 父系                              | ニジンスキー系                               | ニジンスキー系              | ニジンスキー系              | [ § 2 ]           |
| 父 フサイチコンコルド 1993 鹿毛   | 父の父Caerleon 1980 鹿毛                     | Nijinsky                    | Northern Dancer             | Northern Dancer   |
| 父 フサイチコンコルド 1993 鹿毛   | 父の父Caerleon 1980 鹿毛                     | Nijinsky                    | Flaming Page                |                   |
| 父 フサイチコンコルド 1993 鹿毛   | 父の父Caerleon 1980 鹿毛                     | Foresser                    | Round Table                 | Round Table       |
| 父 フサイチコンコルド 1993 鹿毛   | 父の父Caerleon 1980 鹿毛                     | Foresser                    | Regal Gleam                 |                   |
| 父 フサイチコンコルド 1993 鹿毛   | 父の母バレークイーン *Ballet Queen 1988 鹿毛 | Sadler's Wells              | Northern Dancer             | Northern Dancer   |
| 父 フサイチコンコルド 1993 鹿毛   | 父の母バレークイーン *Ballet Queen 1988 鹿毛 | Sadler's Wells              | Fairy Bridge                |                   |
| 父 フサイチコンコルド 1993 鹿毛   | 父の母バレークイーン *Ballet Queen 1988 鹿毛 | Sun Princess                | *English Prince             | *English Prince   |
| 父 フサイチコンコルド 1993 鹿毛   | 父の母バレークイーン *Ballet Queen 1988 鹿毛 | Sun Princess                | Sunny Valley                |                   |
| 母 ホールオブフェーム 1991 黒鹿毛 | 母の父アレミロード *Allez Milord 1983 鹿毛   | Tom Rolfe                   | Ribot                       | Ribot             |
| 母 ホールオブフェーム 1991 黒鹿毛 | 母の父アレミロード *Allez Milord 1983 鹿毛   | Tom Rolfe                   | Pocahontas                  |                   |
| 母 ホールオブフェーム 1991 黒鹿毛 | 母の父アレミロード *Allez Milord 1983 鹿毛   | Why Me Lord                 | Bold Reasoning              | Bold Reasoning    |
| 母 ホールオブフェーム 1991 黒鹿毛 | 母の父アレミロード *Allez Milord 1983 鹿毛   | Why Me Lord                 | Tomorrowland                |                   |
| 母 ホールオブフェーム 1991 黒鹿毛 | 母の母ベルベットサッシュ 1986 鹿毛           | *ディクタス Dictus          | Sanctus                     | Sanctus           |
| 母 ホールオブフェーム 1991 黒鹿毛 | 母の母ベルベットサッシュ 1986 鹿毛           | *ディクタス Dictus          | Doronic                     |                   |
| 母 ホールオブフェーム 1991 黒鹿毛 | 母の母ベルベットサッシュ 1986 鹿毛           | ダイナサッシュ              | *ノーザンテースト           | *ノーザンテースト |
| 母 ホールオブフェーム 1991 黒鹿毛 | 母の母ベルベットサッシュ 1986 鹿毛           | ダイナサッシュ              | *ロイヤルサッシュ           |                   |
| 母系(F-No.)                       | 1号族(FN:1-t)                                | 1号族(FN:1-t)               | 1号族(FN:1-t)               | [ § 3 ]           |
| 5代内の近親交配                   | Northern Dancer4×4×5=15.63%                  | Northern Dancer4×4×5=15.63% | Northern Dancer4×4×5=15.63% | [ § 4 ]           |
| 出典                              | 1. 2. 3. 4.                                  | 1. 2. 3. 4.                 | 1. 2. 3. 4.                 | 1. 2. 3. 4.       |

- 半弟に2013年京成杯・2014年ダイヤモンドステークス[13]・アルゼンチン共和国杯・2015年ダイヤモンドステークス[14]優勝馬フェイムゲーム（父ハーツクライ）がいる。
- 半妹インダクティ（父ハーツクライ）の産駒にケイデンスコール、インダストリアがいる。
- 祖母ベルベットサッシュは全兄にサッカーボーイ、全姉にはステイゴールド、レクレドールを産んだゴールデンサッシュがいる。